# Wiener Tramwaymuseum

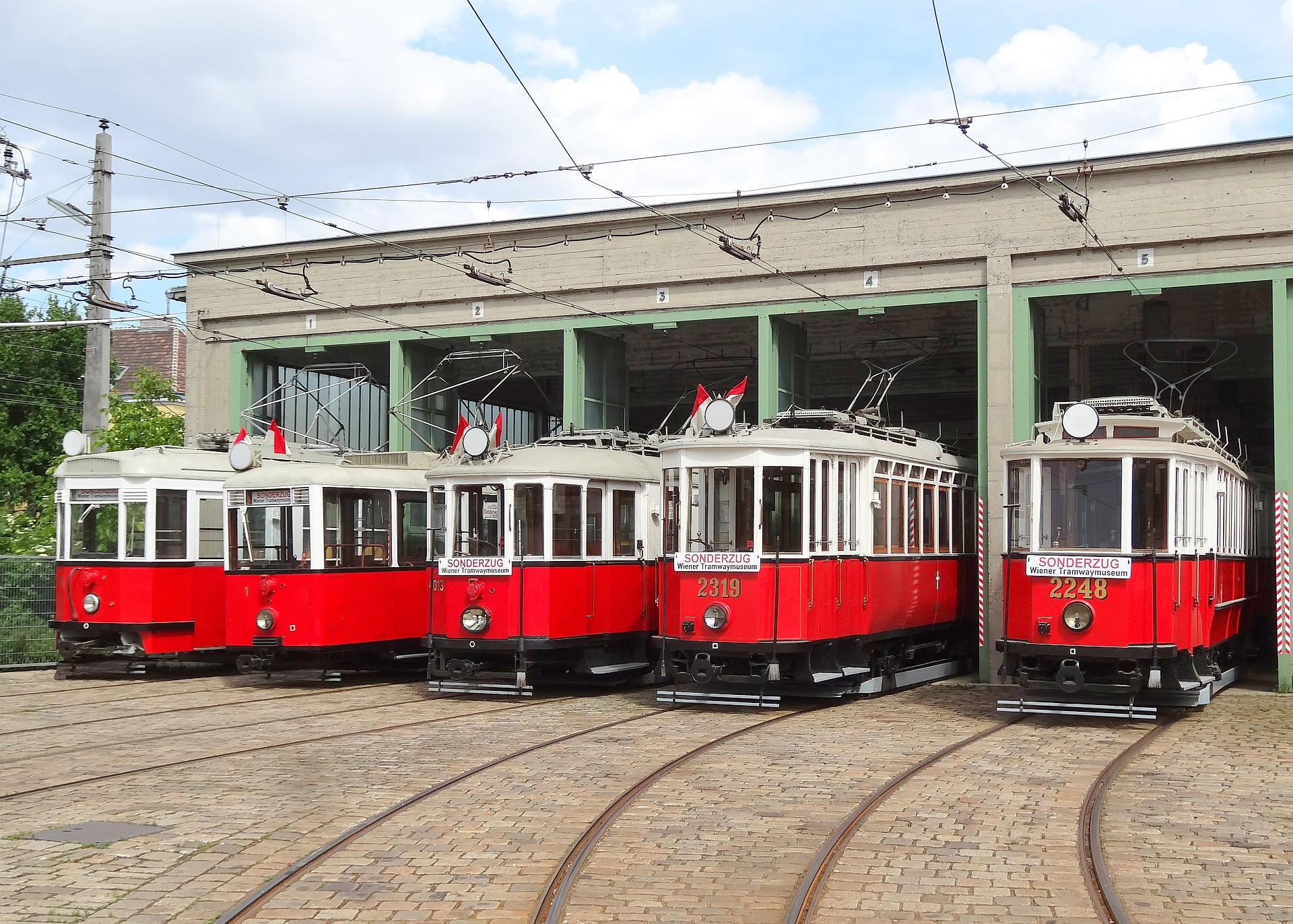
WTM-Museumsfahrzeuge aus verschiedenen Epochen im Bahnhof Speising

Die Sammlung Wiener Tramwaymuseum (WTM) wurde 1966 in Wien von Helmut Portele gegründet, war von 1969 bis 1972 Arbeitsgruppe des Verbandes der Eisenbahnfreunde (VEF) und ist seit 1973 als eigenständiger Verein organisiert. Das WTM befasste und befasst sich überdies mit dem Aufbau einer Dokumentation des Wiener öffentlichen Schienenverkehrs, insbesondere der Erhaltung und Betreuung von historisch und konstruktiv interessanten Fahrzeugen und dazugehörigen Einrichtungen. Zum Zeitpunkt der Gründung der Sammlung und noch lange danach war der kommunale Verkehrsbetrieb, damals Wiener Stadtwerke – Verkehrsbetriebe, die heutigen Wiener Linien, an der Erhaltung von historischen Fahrzeugen noch nicht interessiert.
Der Verein ist Eigentümer von über 100 historischen, davon knapp 30 betriebsfähigen Museumsfahrzeugen. Die Sammlung umfasst Fahrzeuge aller Epochen der Wiener Straßenbahn-, Stadtbahn und ehemaligen O-Bus-Geschichte bis hin zu den zuletzt ausgemusterten Straßenbahnwagen, sowie ein umfangreiches Archiv von Einrichtungen des Wiener Tramwaybetriebes und von Fahrzeugersatzteilen. Nachdem der bis 2012 bestehende Standort des Wiener Straßenbahnmuseums im aufgelassenen Betriebsbahnhof Erdberg, in dem unter anderen auch ein Großteil der WTM-Fahrzeuge sowie die Museumswerkstätten untergebracht waren, an die Wiener Linien zurückging um darin nach Umstrukturierung im Herbst 2014 als Verkehrsmuseum Remise (Remise – Verkehrsmuseum der Wiener Linien) wieder zu eröffnen, fand Portele für die Sammlung eine der ehemaligen Semperit-Hallem im niederösterreichischen Traiskirchen, die nach Adaptierung als WTM-Museumsdepot in Betrieb genommen werden konnte. Weiters ist der Verein WTM Veranstalter von Straßenbahn-Sonderfahrten durch Wien.
Die gesamte Sammlung „Wiener Tramwaymuseum“, bestehend als Einheit aus den historischen WTM-, VEF- und Wiener-Linien-Museumsfahrzeugen, steht unter Denkmalschutz.

## Geschichte
Die im Jahre 1966 von Helmut Portele (1940–2018) gegründete Sammlung „Wiener Tramwaymuseum“ (WTM) hat zur Dokumentation des Wiener öffentlichen Stadtverkehrs die wichtigsten historisch und konstruktiv wertvollen Fahrzeuge aufbewahrt, restauriert, instand gesetzt und betriebsfähig erhalten, um sie für Ausstellungszwecke und im Betrieb bei Sonderfahrten der Öffentlichkeit zugänglich zu machen. Die Sammlung „Wiener Tramwaymuseum“ ist die größte und kompletteste auf eine Stadt – die Stadt Wien – ausgerichtete Sammlung der Welt.
Sie zeigt die Entwicklung des Wiener Straßenbahn- und Stadtbahn-Wagenbaues vom Pferdebahnwagen über die verschiedenen Umbauten und Adaptionen bis zum ersten modernen Gelenktriebwagen, den ersten Niederstflur-Gelenktriebwagen-Versuchsträger sowie den letzten erhalten gebliebenen Wiener Obus-Motorwagen samt O-Bus-Anhänger und damit die Geschichte des öffentlichen Stadtverkehrs in Wien. 118 historisch wertvolle Wiener Straßenbahnfahrzeuge wurden vom Wiener Tramwaymuseum rekonstruiert, restauriert und betriebsfähig erhalten und weiters ein umfangreiches Archiv von Einrichtungen des Wiener Tramwaybetriebes mit derzeit 4552 Archivalien (Groß- und Kleinexponaten, Fahrzeugbesteckungen, Bildtafeln, Plänen und Schriften) und 28.520 Fahrzeugersatzteilen gesichert.
Das Besondere an der Sammlung ist, dass gemeinsam mit den auch als Betriebsfahrzeuge für erlebbare Geschichte und den Wiener Tourismus eingesetzten Wagen die Vollständigkeit der Dokumentation der Entwicklung des Wiener Fahrzeugbaues anhand der wichtigsten Umbauten und Adaptionen an einer Wagentype gezeigt wird. Jedes einzelne Fahrzeug in der Sammlung wurde bewusst ausgewählt und ist als Unikat historisch wertvoll.
Anfang der 1960er Jahre begann der Techniker Helmut Portele, sich für die Schaffung eines Wiener Tramwaymuseums einzusetzen. Er überzeugte die Direktion der Wiener Verkehrsbetriebe von der kulturhistorischen und technikgeschichtlichen Aufgabe, historisch und konstruktiv wertvolle Wagen nicht zu verschrotten, sondern für ein künftiges Museum auf unbenützten Remisengleisen abzustellen. Mit Zustimmung der Wiener Stadtwerke und des Kulturamts der Stadt Wien baute Portele, zunächst allein, später mit einem Team ehrenamtlicher Mitarbeiter, die Sammlung innerhalb von sechs Jahren auf. 1969 konnte die Sammlung besichtigt werden. Vom 25. November 1972 bis zum 16. Februar 1986 war sie im Bahnhof Ottakring – kurze Zeit auch in den Bahnhöfen Koppreiter und Rudolfsheim – im Rahmen von Führungen regelmäßig öffentlich zugänglich.
Trotz der beengten Platzverhältnisse im Wiener Tramwaymuseum im Betriebsbahnhof Ottakring wurden regelmäßig Sonderausstellungen veranstaltet, um immer wieder zum Besuch im Museum anzuregen und so das Interesse an der Sammlung zu erhalten, so z. B. „75 Jahre Städtische Straßenbahnen 1903–1978“, „80 Jahre Städtische Straßenbahnen 1903–1983“, „60 Jahre Wiener Elektrische Stadtbahn 1925–1985“, „Krieg und Nachkriegszeit 1939–1955“, „40 Jahre Wiederaufbau und Modernisierung 1945–1985“ und „120 Jahre Tramway in Wien 1865–1985“.
1976 wurde zwischen den Wiener Stadtwerken und dem inzwischen gegründeten Verein Wiener Tramwaymuseum ein Kauf- und Optionsvertrag über alle in der näheren Zukunft für die Sammlung zu erhaltenden Fahrzeuge der Wiener Verkehrsbetriebe abgeschlossen, wodurch 154 Fahrzeuge vertraglich gesichert wurden. Davon gingen allerdings viele Wagen durch verschiedene Umstände verloren.
Hauptproblem seit Gründung der Sammlung war der permanente Platzmangel in den Ausstellungshallen. Nach langwierigen Verhandlungen zwischen den Wiener Verkehrsbetrieben und den damals zu einer Betriebsgemeinschaft zusammengeschlossenen Vereinen Wiener Tramwaymuseum (WTM) und Verband der Eisenbahnfreunde (VEF) konnte schließlich ein neues Übereinkommen für die Zusammenarbeit, den weiteren Ausbau der Sammlung im damals zur Auflassung bestimmten Betriebsbahnhof Erdberg und den Einsatz von historischen Straßenbahnwagen bei Sonderfahrten für den Wien-Tourismus abgeschlossen werden.
Im Jahre 1986 übersiedelte dann ein Teil der Sammlung vorerst in eine Halle des Betriebsbahnhofes Erdberg und wurde unter Leitung der Wiener Verkehrsbetriebe von „Wiener Tramwaymuseum“ in „Wiener Straßenbahnmuseum“ umbenannt und am 31. Mai 1986 eröffnet. Schließlich konnte, nach Auflassung des Betriebsbahnhofes am 6. Jänner 1990, im Jahre 1992 die Ausstellung samt dazugehörenden Einrichtungen und Ersatzteillager auf das gesamte Areal der ehemaligen Straßenbahnremise Erdberg ausgedehnt und am 13. Juni 1992 eröffnet werden.
Das Straßenbahnmuseum der Wiener Linien in Erdberg wurde nach der Saison 2012 geschlossen, um die unter Denkmalschutz stehenden Gebäude aus dem Jahre 1901 samt allen Installationen zu sanieren und für einen ganzjährigen Betrieb zu adaptieren. Weiters wurde der Ausstellungsgestalter Christian Rapp beauftragt, in Zusammenarbeit mit dem im Jahre 2010 gebildeten Museumsbeirat eine Ausstellung des öffentlichen Wiener Stadtverkehrs zu schaffen. Das revitalisierte Museum erhielt nun den Namen Verkehrsmuseum Remise (Remise – Verkehrsmuseum der Wiener Linien) und wurde im September 2014 eröffnet.
Die nun, bedingt durch die Aufstellung von Raummodulen (Ausstellungscontainern), geringere Anzahl von ausgestellten Originalfahrzeugen wird seit der Wiedereröffnung durch ständigen Wechsel der Fahrzeuge zwischen Ausstellung und Depot kompensiert werden; so will man das Museum attraktiv und sehenswert erhalten. Ergänzt wird die Dauerausstellung durch die Veranstaltung von Sonderfahrten mit Museumsfahrzeugen verschiedener Typen, um den Betrieb vergangener Epochen erleben zu können.
Helmut Portele, der Sammlungsgründer und bis zuletzt WTM-Leiter, geboren am 20. April 1940, ist am 12. Dezember 2018 im 79. Lebensjahr verstorben.

## Sammlungsbestand

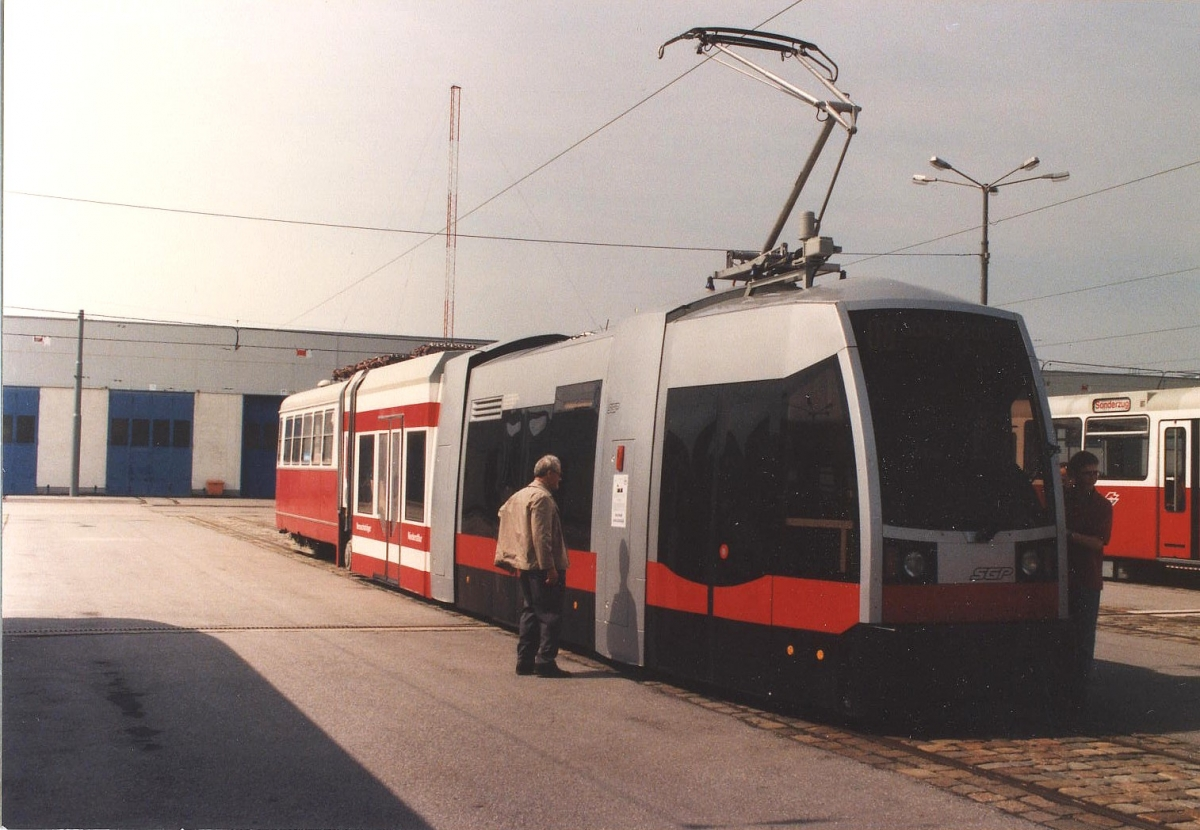
„ULF-Versuchsträger“, bestehend aus zwei ULF-Modulen, einem weiteren Niederflurteil mittig und einem verkehrt laufenden Vorderteil eines c-Beiwagens am Fahrzeugende (Mitte 1994):
– oberhalb: rechte Fahrzeugseite;
– unterhalb: linke Fahrzeugseite

### Wiener Tramwaymuseum – WTM
Der Verein WTM ist (Stand Dezember 2019) Eigentümer von 109 historischen denkmalgeschützten Museumsfahrzeugen (50 Triebwagen, 55 Beiwagen, einem sogenannten ULF-Versuchsträger (siehe Abbildung rechts), einem Anhängeschneepflug, sowie je einem Wiener O-Bus-Motorwagen und O-Bus-Anhänger, von zwei Z-Drehgestellen, einem Zweiwege-Unimog U 1100/416.141) sowie einem gedeckten Vollbahn-Güterwagen Gkklms „Oppeln“. Die WTM-Sammlung umfasst außerdem ein umfangreiches Archiv von Einrichtungen des Wiener Tramwaybetriebes mit derzeit rund 4550 Groß- und Kleinexponaten (Fahrzeugbesteckungen, Bildtafeln, Pläne und Schriften) und über 28.500 Fahrzeugersatzteilen. Alle Museumsfahrzeuge, Groß- und Kleinexponate und Fahrzeug-Ersatzteile sind stationiert, ausgestellt bzw. gelagert im Verkehrsmuseum Remise der Wiener Linien in Erdberg im 3. Wiener Gemeindebezirk sowie im WTM-Museumsdepot Traiskirchen.
Von den Schienenfahrzeugen sind 12 Triebwagen und 14 Beiwagen als historische Betriebsfahrzeuge bzw. als mietbare Museums-Tramwaywagen im Wiener Straßenbahnnetz in Verwendung stehend.

### Gesamtsammlung „Wiener Tramwaymuseum“
Die Sammlung „Wiener Tramwaymuseum“ bildet eine fast lückenlose Dokumentation von Exponaten und historischen Museumsfahrzeugen, bestehend aus Pferdebahnwagen und einer Lokomotive der Dampftramway-Gesellschaft vormals Krauss & Comp., Wagen der Wiener Elektrischen Stadtbahn, Generationen der „elektrischen Tramway“ und den ULF-Versuchsträger, sowie bestehend aus U-Bahn-Wagen und Autobussen, bis hin zu den zuletzt ausgemusterten Fahrzeuggenerationen. Diese Sammlung im Eigentum der drei Träger Wiener Tramwaymuseum (WTM), Verband der Eisenbahnfreunde (VEF) und der Wiener Linien, „deren Erhalt als Einheit im öffentlichen Interesse gelegen ist“, wurde vom österreichischen Bundesdenkmalamt (BDA) per Bescheid unter Denkmalschutz gestellt.

## Weitere Tätigkeitsbereiche
Über den Sammlungs- und Museumsbetrieb hinaus führt der Verein WTM Veranstaltungen durch und berät Dienststellen und Unternehmungen der Wiener Stadtverwaltung, insbesondere der Wiener Linien, bei deren Veranstaltungen zum Thema. Er organisiert Sonderfahrten mit historischen Tramwaywagen im gesamten Wiener Straßenbahnnetz für den Wiener Tourismus und als geschichtliche Dokumentation.

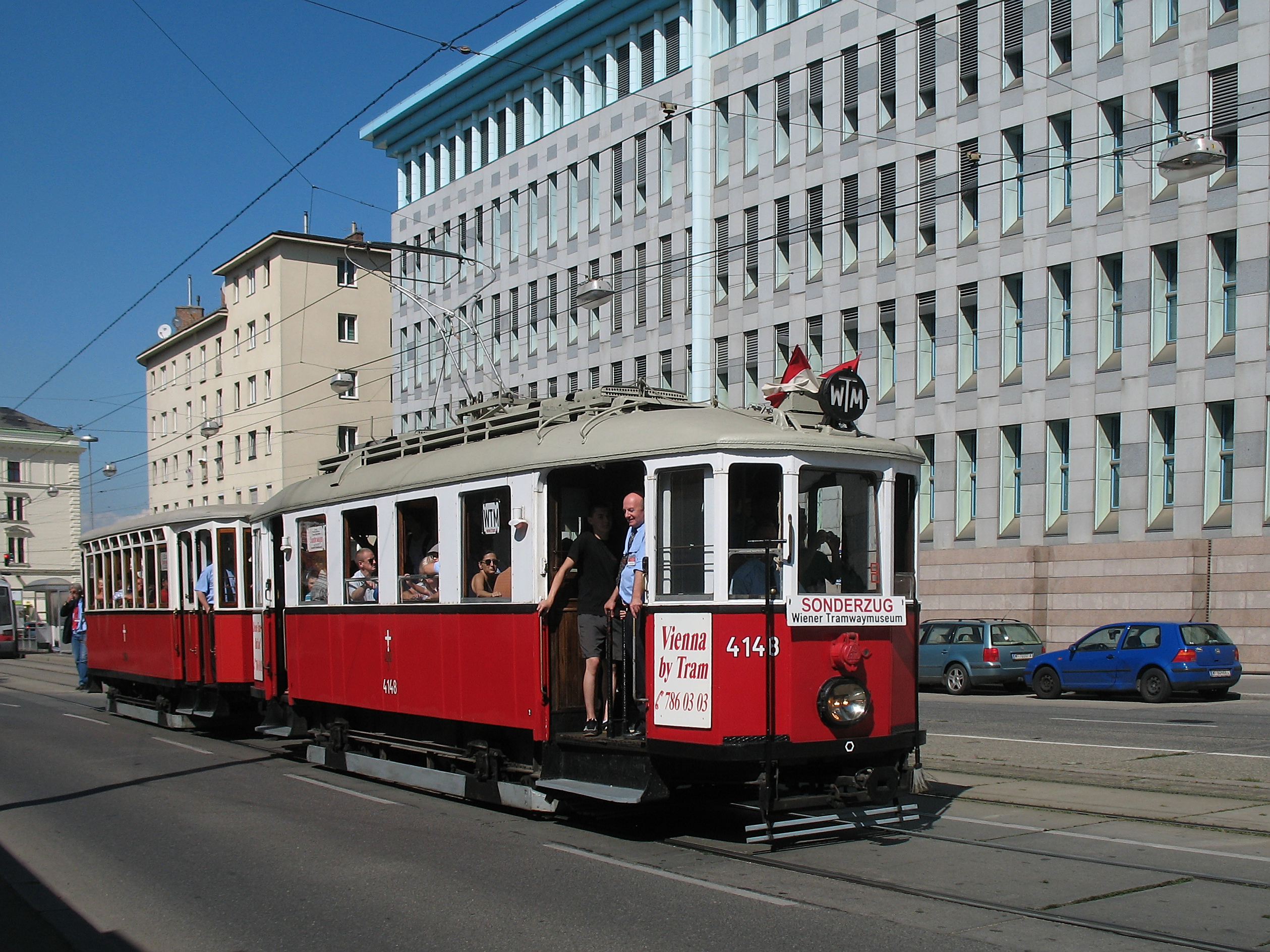
WTM-Sonderzug anlässlich der Veranstaltung Tramwaytag 2011

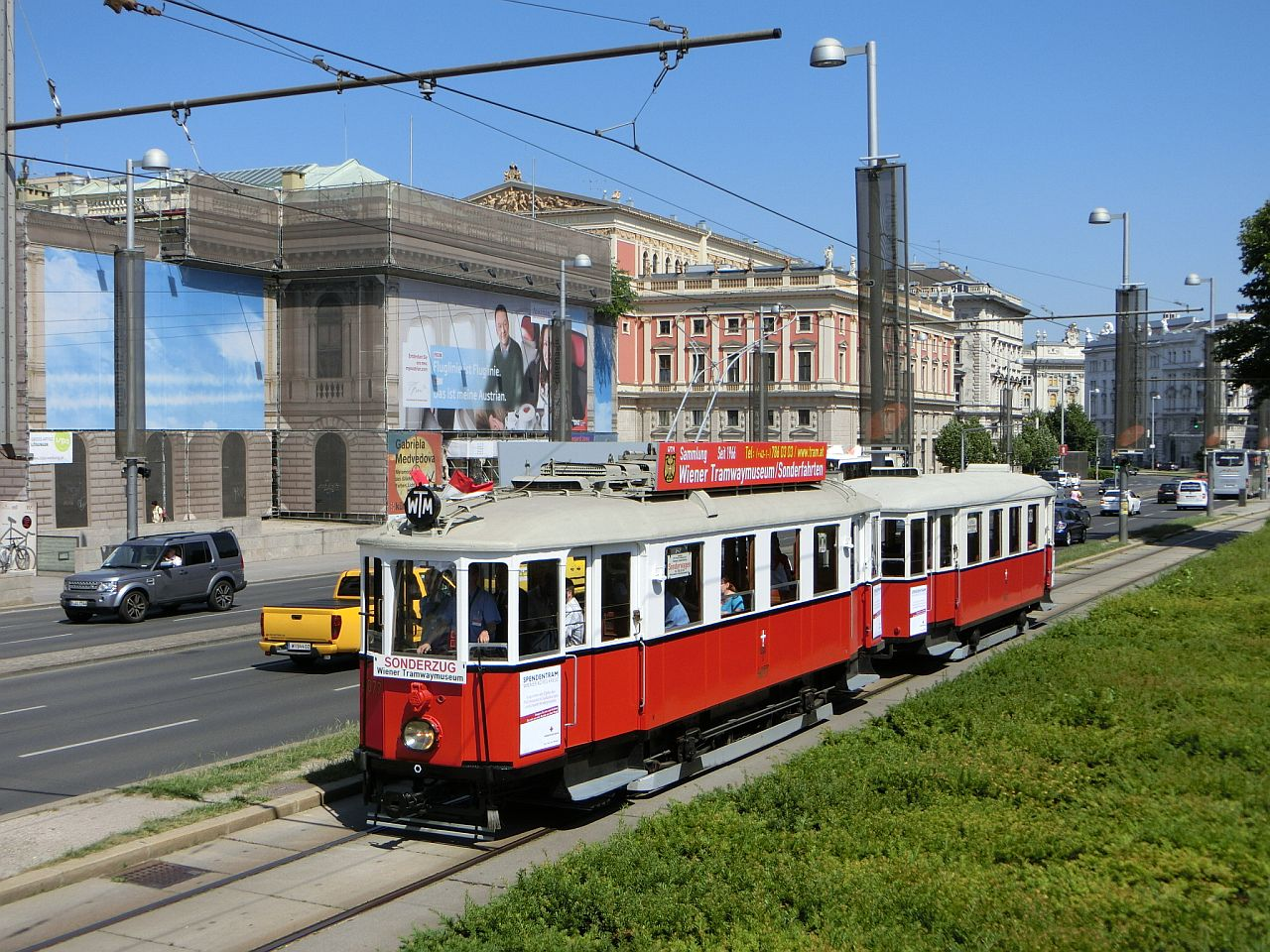
Sonderzug, bestehend aus Triebwagen Type M Nr. 4077 & Beiwagen Type m_{3} Nr. 5417 auf der „Zweierlinie“ Höhe Künstlerhaus beim Karlsplatz.

### Private Sonderfahrten
Neben den großen Ausfahrten zu besonderen Anlässen wie den jährlichen Tramwaytagen bietet das WTM für Privatpersonen, Firmen oder Tourismusgruppen (von 12 bis 600 Personen) Sonderfahrten mit mietbaren historischen Straßenbahnen auf Wunschstrecken im Wiener Straßenbahnnetz an. Der Verein finanziert sich, neben den ehrenamtlich geleisteten Arbeitsstunden der Mitarbeiter des WTM und bis 2018 der privaten finanziellen Unterstützung durch Helmut Portele, ausschließlich durch diese Sonderfahrten.

### „Rund um Wien“-Tramway-Stadtrundfahrten
Wegen der immer größer werdenden Beliebtheit der Straßenbahn und um den Besuchern die Sehenswürdigkeiten Wiens zeigen zu können, wurden in den Jahren 1907 bis 1914 Stadtrundfahrten mit besonders hierfür gebauten „Exkursions- und Ausflugswagen“, auch „Salonwagen“ genannt, durchgeführt. Das Interesse an diesen Sonderfahrten war so groß, dass man nicht weniger als sieben Triebwagen und fünf gleich aussehende Beiwagen dieser Sondertype beschaffte und zwei weitere Wagen für diese Fahrten adaptierte. Der Erste Weltkrieg setzte diesen Tramway-Stadtrundfahrten „Rund um Wien“ ein jähes Ende.
Erst im Jahre 1973 wurde diese Tourismus-Attraktion durch das Wiener Tramwaymuseum wieder aufgenommen. Als erfreuliche Renaissance der schon in der „guten, alten Zeit“ der Donaumonarchie veranstalteten „Salonwagen“-Stadtrundfahrten fuhr ein historischer Straßenbahnzug aus dem Wiener Tramwaymuseum jeden Sonntag von Anfang Mai bis Ende Oktober vom Karlsplatz zum Schloss Belvedere (Führung durch den Park), über die Wiener Ringstraße, in den Prater (Führung mit Riesenrad, Liliputbahn und Vergnügungspark), zum Schloss Schönbrunn (mit Kurz-Führung) und zurück über Mariahilfer Straße und Stiftgasse zum Karlsplatz. Ein geprüfter Fremdenführer informierte über alle interessanten Bauwerke entlang der Fahrtroute und erzählte auch sonst noch Wissenswertes „Rund um Wien“.
Anfangs wurden diese Fahrten mit dem ehemaligen Ausflugswagen Nr. 2101 mit nahezu in Originalzustand rekonstruiertem Innenraum mit Original-Korbstühlen und zwei Beiwagen der Type d2 Nr. 5032 und 5064 durchgeführt, da „normale“ Altwagen noch zu unattraktiv gewesen wären. Später wurden zur Schonung der Einrichtung des Salonwagens die Wagen Type Gaw Nr. 2003, Type H Nr. 2215 mit Beiwagen Type u2 Nr. 3832 und dem vom WTM rekonstruierten K 2380 (alle noch ohne Schienenbremse) eingesetzt und schließlich bis zur Übernahme dieser planmäßigen Stadtrundfahrten durch die Wiener Verkehrsbetriebe die Garnitur Type K Nr. 2319 (Baujahr 1912) mit dem k5 Nr. 3965 (beide mit Schienenbremse).
Diese Stadtrundfahrten „Rund um Wien“ wurden bis 1985 durch die Sammlung „WTM – Wiener Tramwaymuseum“ durchgeführt und waren sehr erfolgreich. Das Presse-Echo in der ganzen Welt war groß und es konnten auch viele Gäste aus Australien, Japan, Kanada und den USA bei diesen Tramway-Stadtrundfahrten begrüßt werden.
1985 mussten diese regelmäßigen Sonderfahrten dann an die Wiener Verkehrsbetriebe (heute Wiener Linien) abgegeben werden, die sie als „Oldtimerfahrten“ nun mit eigens dafür adaptierten Zweiwagenzügen der Typen M+m3 (mit Kühlschrank, Stereoanlage etc.) durchführten. Diese Fahrten wurden über Jahre reduziert und 2007 von den Wiener Linien mangels Rentabilität eingestellt.
Von 1. April 2009 bis 27. September 2020 fuhr die Vienna Ring Tram der Wiener Linien als Tourismusstraßenbahn die Wiener Ringstraße entlang und war damit als Nachfolgerin der „Rund um Wien“-Touren anzusehen. Statt Oldtimerstraßenbahnen waren E1-Triebwagen im Einsatz, die mit LCD-Bildschirmen, Kopfhöreranschlüssen an den Sitzen und akustischen touristischen Informationen in acht Sprachen, im Wiener Dialekt und in einer Kinderversion ausgerüstet waren.